# Azolla japonica
El helecho de agua (Azolla japonica) es una especie de helecho de la familia Azollaceae, nativa de regiones templadas de América.

## Descripción
Es un helecho flotante heterosporo, de 2,5 (10) cm. Son plantas poligonales o triangulares. Los esporófitoss tienen hojas 2-lobuladas, y rizomas. El lóbulo inferior de las hojas es usualmente más grande que el superior; y les permite flotar, esos lóbulos inferiores están en contacto con el agua. Plantas verde oscuras a rojizas, flotan individualmente o en matas, alcanzando un espesor de 20 cm. Hace simbiosis con el alga verde azulada fijadora de nitrógeno Anabaena azollae. Cuando las plantas se exponen a fuerte luz solar toman un color rojo. Lo mismo ocurre en invierno. A la sombra permanecen verdes.

## Usos
Se usa como abono verde para campos de cultivo de arroz, en el norte de Vietnam.

## Taxonomía
Azolla japonica fue descrita por Franch. & Sav. y publicado en Enumeratio Plantarum in Japonia Sponte Crescentium ... 2(1): 195. 1877.